# Antedonidae
De Antedonidae zijn een familie van zeelelies uit de orde van de haarsterren (Comatulida).

## Geslachten
onderfamilie Antedoninae
- Andrometra A.H. Clark, 1917
- Annametra A.H. Clark, 1936
- Antedon De Fréminville, 1811
- Ctenantedon Meyer, 1972
- Dorometra A.H. Clark, 1917
- Euantedon A.H. Clark, 1912
- Eumetra A.H. Clark, 1908
- Iridometra A.H. Clark, 1908
- Mastigometra A.H. Clark, 1908
- Toxometra A.H. Clark, 1911

onderfamilie Bathymetrinae A.H. Clark, 1909
- Argyrometra A.H Clark, 1917
- Bathymetra A.H. Clark, 1908
- Boleometra A.H. Clark, 1936
- Fariometra A.H. Clark, 1917
- Hathrometra A.H. Clark, 1908
- Meteorometra A.M. Clark, 1980
- Nepiometra A.H. Clark, 1917
- Orthometra A.H. Clark, 1917
- Phrixometra A.H. Clark, 1921
- Retiometra A.H. Clark, 1936
- Thaumatometra A.H. Clark, 1908
- Tonrometra A.H. Clark, 1917
- Trichometra A.H. Clark, 1908

onderfamilie Heliometrinae A.H. Clark, 1909
- Anthometrina Eléaume, Hess & Messing, 2011
- Comatonia A.H. Clark, 1916
- Florometra A.H. Clark, 1913
- Heliometra A.H. Clark, 1907

onderfamilie Isometrainae Fet & Messing, 2003
- Isometra A.H. Clark, 1908

onderfamilie Perometrinae A.H. Clark, 1909
- Erythrometra A.H. Clark, 1908
- Helenametra A.M. Clark, 1966
- Hypalometra A.H. Clark, 1908
- Nanometra A.H. Clark, 1907
- Perometra A.H. Clark, 1907

onderfamilie Thysanometrinae A.H. Clark, 1909
- Coccometra A.H. Clark, 1908
- Thysanometra A.H. Clark, 1907

incertae sedis
De volgende geslachten zijn niet in een onderfamilie geplaatst; de exacte positie van deze geslachten in vooralsnog onduidelijk
- Adelometra A.H. Clark, 1907
- Anisometra John, 1939
- Athrypsometra Messing & White, 2001
- Balanometra A.H. Clark, 1909
- Caryometra A.H. Clark, 1936
- Cyclometra A.H. Clark, 1911
- Eometra A.H. Clark, 1936
- Eumorphometra A.H. Clark, 1915
- Hybometra A.H. Clark, 1913
- Kempometra John, 1938
- Leptometra A.H. Clark, 1908
- Microcomatula A.H. Clark, 1918
- Poliometra A.H. Clark, 1923
- Promachocrinus Carpenter, 1879
- Solanometra A.H. Clark, 1911